# Andrzej Grzegorczyk

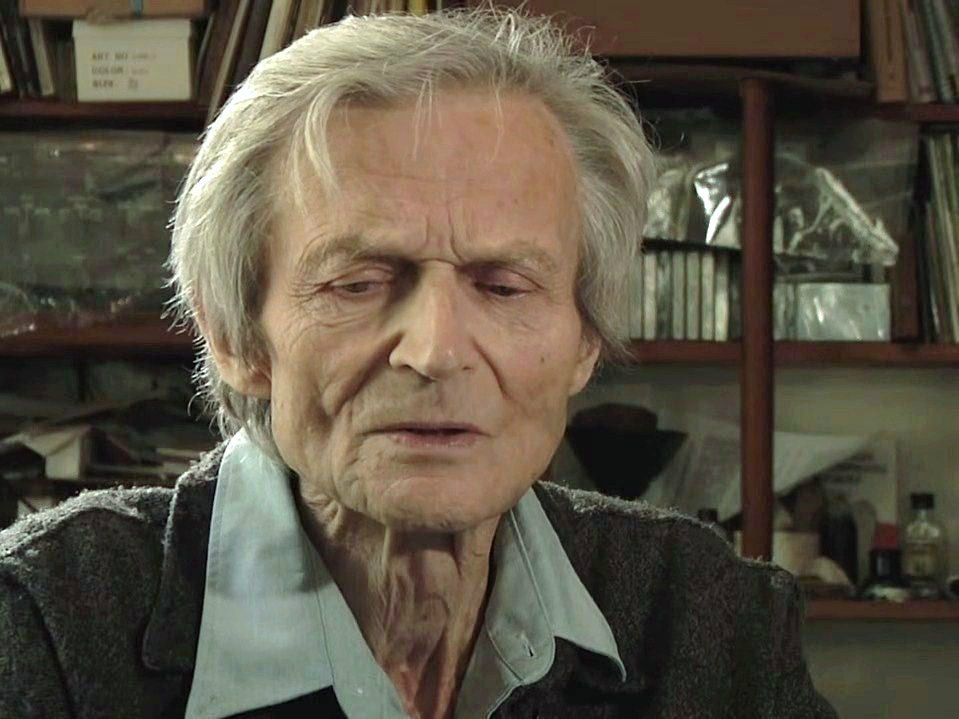
Andrzej Grzegorczyk (2012)

Andrzej Grzegorczyk (* 22. August 1922 in Warschau; † 20. März 2014 ebenda) war ein polnischer Mathematiker, Logiker und Philosoph.

## Leben und Wirken
Grzegorczyk war der Sohn des Professors für polnische Literaturgeschichte Piotr Grzegorczyk, studierte während des Zweiten Weltkriegs an der polnischen Untergrunduniversität in Warschau, an der er unter anderem Philosophie bei Władysław Tatarkiewicz hörte. Er nahm am Warschauer Aufstand teil, in dem er verwundet wurde, und setzte dann sein Philosophiestudium an der Jagiellonischen Universität bei Tatarkiewicz fort, dessen Assistent er war. 1950 wurde er in Warschau bei Andrzej Mostowski in Mathematik promoviert (On topological spaces in topologies without points). Danach war er am Institut für Mathematik und Naturwissenschaft der Polnischen Akademie der Wissenschaften an der Universität Warschau. 1961 wurde er außerordentlicher und 1972 ordentlicher Professor. 1974 wechselte er in das Institut für Philosophie und Soziologie und leitete ab 1982 die Abteilung Ethik.
Er hatte seit 1964 Kontakt zur Taizé-Bewegung und war aktives Mitglied des Clubs der katholischen Intelligenz in Warschau. Außerdem war er in der Ökumene aktiv, besonders mit der orthodoxen Kirche in Russland. Während der Oppositionszeit der Solidarność-Bewegung setzte er sich für gewaltlosen Widerstand ein.
Er wurde bekannt durch seine mathematische Grundlagenforschung, insbesondere zur formalen Logik. Er ist Namensgeber der Grzergorczyk-Hierarchie subrekursiver Funktionen. Zum Gödelschen Unvollständigkeitssatz, einem der wichtigsten Sätze der modernen Logik, veröffentlichte er einige wichtige wissenschaftliche Arbeiten. 
Grzegorczyk wurde 1957 mit dem Stefan-Banach-Preis ausgezeichnet, 1997 erhielt er den Orden Polonia Restituta. Er war Ehrendoktor der Universität Blaise Pascal Clermont-Ferrand II und der Jagiellonischen Universität (2013) und Mitglied der Polnischen Akademie der Wissenschaften. 

## Schriften (Auswahl)
- Computable functionals. In: Fundamenta Mathematicae, Bd. 42 (1955), S. 168–202, ISSN 0016-2736
- On the definitions of computable real continuous functions. In: Fundamenta Mathematicae, Bd. 44 (1957), S. 61–71, ISSN 0016-2736